# Robert Pagès
Pour les articles homonymes, voir Pagès.
Robert Pagès, né le 25 août 1919 à Belmontet (Lot) et mort le 25 juillet 2007 à Levallois-Perret, est un psychologue français qui fut l'élève de Georges Canguilhem. [réf. nécessaire]Résistant et homme de gauche, il a enseigné au CNRS et est devenu un maître de la psychologie sociale. Il a créé le Laboratoire de Psychologie Sociale.
Robert Pagès commente en 1966 l'article de Georges Canguilhem Qu'est-ce que la psychologie ?, dans les Cahiers pour l'Analyse (en).

## Publications
- "Transformations documentaires et milieu culturel (Essai de documentologie)" Review of documentation 15, fasc. 3 (1948): 53-64. Réimprimé avec une introduction et une traduction anglaise (“Documentary Transformations and Cultural Context” Proceedings from the Document Academy 8(1) 2021.
- La Méditation sauvage, Robert Laffont, 1977
- L'Ordre du silence, Éditions du Rocher, 1980
- L'Homme frontière, Éditions du Rocher, 1981
- L'Exigence, Laffont, 1992  (ISBN 2221033779)
- Itinéraire du seul, Laffont, 1992  (ISBN 2221033787)